# Moserius
Moserius é um género de crustáceo da família Trichoniscidae.
Este género contém as seguintes espécies:
- Moserius percoi